# Lithacodia nivata
Lithacodia nivata är en fjärilsart som beskrevs av John Henry Leech 1900. Lithacodia nivata ingår i släktet Lithacodia och familjen nattflyn. Inga underarter finns listade i Catalogue of Life.